# Голям бамбуков плъх
Големият бамбуков плъх (Rhizomys sumatrensis) е вид гризач от семейство Мишкови (Muridae). Видът не е застрашен от изчезване.

## Разпространение
Разпространен е във Виетнам, Индонезия (Суматра), Камбоджа, Китай (Юннан), Лаос, Малайзия (Западна Малайзия), Мианмар и Тайланд.

## Описание
Теглото им е около 2,5 kg.